# ZipZoo: coördinaat X
ZipZoo: coördinaat X was een televisie-jeugdprogramma van de Nederlandse omroep AVRO.

## Concept
In dit spel worden teams in een gangenstelsel op de proef gesteld door presentator Sipke Jan Bousema. Als ze de proeven goed doorstaan, kunnen ze coördinaten en een goudklompje winnen die ze nodig hebben in het eindspel Het spel van Atlas. Hierbij konden ze lastiggevallen worden door de Creep, die op bepaalde momenten onverwachts kon verschijnen en de kandidaten kon laten schrikken. Eén van de proeven was een beruchte middeleeuwse stormbaan met veel bewegende onderdelen. Hierbij was het de bedoeling om samen naar de overkant te gaan om zo een coördinaat te verdienen. Werden ze geraakt, dan moesten ze opnieuw beginnen. 
Het Spel van Atlas is het laatste spel. Hiermee moet het team met behulp van de gewonnen coördinaten en de tijdens het spel verkregen aanwijzingen de vlag op het juiste land planten op een wereldkaart die voor de neus van Atlas lag. Het eventueel gewonnen goudklompje kon hierbij worden ingezet voor een extra coördinaat. Atlas controleerde na het plaatsen van de vlag of het antwoord goed was. Zo niet, dan ging het team met lege handen naar huis. Zo ja, dan wonnen ze een tent en maakten ze kans om door te gaan naar de finale. Of het antwoord goed was, was te zien aan het hoofd van atlas. Bij een goed antwoord knikte hij met z'n hoofd. Hierbij ging tevens het hek achter hem omhoog, zodat ze konden ontsnappen uit het gangenstelsel. Bij een fout antwoord schudde hij met z'n hoofd en gaf Sipke het goede antwoord en legde hij uit hoe de kandidaten dit konden vinden.
De beste kandidaten mogen door naar de finale. Dat is een afvalrace waarbij de teams opnieuw coördinaten winnen om achter het juiste land te komen. 
Het winnende team wint ZipZoo: coördinaat X en gaat met Sipke Jan op expeditie naar het land waar de finale over ging. Deze expeditie, waarbij ook een aantal opdrachten moesten worden uitgevoerd, was te zien in de laatste aflevering van elke serie.
Na 2005 is de AVRO gestopt met het maken van nieuwe afleveringen. De reden hiertoe waren de hoge productiekosten.

## Gouden Stuiver
Dit programma won in 2005 de Gouden Stuiver voor het beste jeugdprogramma. De andere genomineerden waren Buya en Het Klokhuis.